# Thomas Cromwell, 1. jarl af Essex
Thomas Cromwell, 1. jarl af Essex (født 1485, død 28. juli 1540) var en engelsk statsmand under Henrik 8., der beordrede ham henrettet.

## Baggrund
Cromwells opvækst i Putney - nu en bydel i London - er så obskur, at den kun kendes fra hans far Walter Cromwells hyppige konflikter med øvrigheden. Han blev idømt en bøde på seks pence ikke færre end 48 gange mellem 1475 og 1501 for at have haft vand i det øl, han solgte. I 1477 blev han også fundet skyldig i overfald. Walter havde deltaget i slaget ved Bosworth på den sejrende Henrik 7.s side og stod sig derfor godt med Tudor-dynastiet. Han drev gæstgiveriet "the Anchor" (= Ankeret) og et bryggeri, og familiens hjem lå da også øverst i Brewhouse Lane, i dag en gadestump fra Putney Bridge Road ned til Themsen.
Thomas Cromwells mor kom nordfra og tilhørte Meverell-familien, og fra hende stammer sønnens netværk af søskendebørn og næstsøskendebørn på nordengelsk område. Selv havde han to søstre. Elizabeth giftede sig med en William Wellyfed. Kathrine og hendes mand Morgan Williams fik sønnen Richard, der gik i sin morbrors tjeneste. Denne Richard blev oldefar til Oliver Cromwell.
Thomas Cromwells far kan have været irsk. Han var en tidstypisk yeoman; en erhvervsdrivende, der værdsatte skolegang for sine børn som en vej opad i samfundet. Walter Cromwell flyttede til Wandsworth omkring 1501, hvor han ejede en vandmølle. Senere opstod et rygte om, at han også havde været smed; måske fordi han, som mange andre i Tudor-tiden, føjede navnet Smith til sit efternavn.

## I udlandet
Thomas Cromwell forlod England som teenager. Ambassadør Chapuys, der senere var hans nabo i London og omgikkes ham, skrev, at Cromwell som ung var rejst til Flandern og derefter Italien. Forfatteren Matteo Bandello, hvis historier inspirerede blandt andre Shakespeare, skrev en novelle om Cromwells ankomst til Italien, hvor drengen skulle være flygtet fra sin far og have tjent i den franske hær i slaget ved Garigliano 29. december 1503. Cromwell befandt sig dermed på den tabende side. I Bandellos novelle samles den unge englænder op fra gaden i Firenze af Francesco Frescobaldi, der dog på den tid kun var 8 år, så sandsynligvis har det drejet sig om hans far eller ældre bror. I hvert fald kom Cromwell til at stå den italienske familie nært hele livet. Som kardinal Wolseys sekretær i 1520'erne må han have opdaget, hvilken enorm gæld Frescobaldi'erne havde oparbejdet sig hos Henrik 8. I 1530'erne blev Cromwells spion dr Augustine betalt af Francesco Frescobaldi. Frescobaldi'erne var den største vin-importør i Tudor-England. Familien er også i dag en anerkendt vinproducent.

## Karriere
I Cromwells tid i Firenze voksede italienernes handelsforbindelser med England enormt, i hemmelig forståelse med Henrik 7. af England. Italienerne indførte farvestoffet alun fra Egypten og andre muslimske lande, og fik det smuglet til tekstilindustrien i Nordeuropa via England - selvom paven med trusler om forbandelse strengt havde forbudt denne trafik af hensyn til sit monopol på salg fra alunminerne i Pavestaten. Italienerne blev dermed altdominerende i Londons forretningsverden frem til reformationen. Cromwell talte flydende italiensk, mens få af hans landsmænd lærte sproget. Efter at være vendt hjem til England omkring 1512, var det naturligt for ham at have nær kontakt med den blomstrende italienske koloni i London. Hans første hjem lå i Fenchurch Street, hvor købmænd fra Genova holdt til. Kardinal Reginald Pole hævdede, at Cromwell en tid var regnskabsfører for en købmand i Venedig. Måske var det købmanden Donato Rullo, der var en ven af både Cromwell og Pole.
Vor Frues laug i Boston, der senere bekostede det pragtfulde spir (the Boston stump) på St. Botolph-kirken, byggede sin rigdom på salg af afladsbreve i hele England og Irland. Sandsynligvis var Boston-lauget Englands største indenfor afladssalg, og konkurrencen fra Austin Friars (dvs augustinerbrødrene) i London var yderst uvelkommen. Ironisk nok tilhørte Luther netop disse augustinerbrødre, og havde netop ytret sin første protest mod afladsbreve, lige da der udbrød en voldsom magtkamp i England mellem hans ordensbrødre i England og Boston-lauget - netop om afladssalg. Boston-lauget sendte sin funktionær til kardinal Wolsey for at få standset augustinernes afladsbreve. Sagen måtte dog afgøres i Rom. Boston-lauget engagerede derfor den italiensk-talende Cromwell, der først ses i laugets regnskaber ved pinsetider 1518 med et salær på mere end £ 4. Dernæst foretog han en rejse til Rom for dem, hvor han mødte pave Leo 10., yngre bror af den Piero de' Medici, der faldt i slaget ved Garigliano, hvor også Cromwell havde deltaget. Under opholdet i Rom anskaffede han Erasmus' udgave af Det nye testamente på græsk og latin. Han fortalte senere Thomas Cranmer, at hans egen læsning af Bibelen for første gang havde vakt hans tvivl om afladsbreve og hans eget engagement på sælgernes vegne. Tidlig i 1520'erne var han dog stadig agent ved optryk af 4.000 afladsbreve fra Boston-laugets trykker i London, Richard Pynson.
Cromwell slog sig op som sagfører og klædeshandler i London. I 1523 kom han ind i Parlamentet, hvor han gjorde sig bemærket ved sin veltalenhed. Samme år flyttede han med kone og børn ind i klosteret Austin Friars i London. På klosterområdet lå Edward Stafford begravet, henrettet 17. maj 1521 for forræderi, et tidligt eksempel på Henrik 8.s brutalitet overfor alle af Plantagenet-slægten. Forræderi blev dog regnet som mindre alvorligt end kætteri, så forrædere fik alligevel en kristen begravelse, og Stafford havde haft en del følgere, der iblandt opsøgte hans grav. Londons italienske, tyske og flamske koloni gik i kirke i Austin Friars, der var landmærke i den del af London, der i dag er mest kendt for Liverpool Street Station. I klosterkirken slap de for at betale tiende og de andre forpligtelser, der fulgte med at tilhøre en sognekirkes menighed. Cromwell købte sin bolig af to italienere, der var Frescobaldi'ernes nære partnere; Giovanni Cavalcanti havde i 1521 fået i opdrag af pave Leo 10. at sørge for en model af et pragtfuldt gravmæle for kong Henrik 8., betalt af paven som tak for kongens afvisning af Luther i udgivelsen Assertio Septem Sacramentarum, der også indbragte Henrik 8. titlen "troens forsvarer".

## Kongens rådgiver
Da kardinal Wolsey blev opmærksom på Cromwell, tog han ham i sin tjeneste. I november 1528 sikrede Wolsey sig to pavebuller om at sørge for en radikal fornyelse af engelsk klosterliv. Alle klostre med færre end seks beboere skulle herefter lukkes, og alle klostre med færre end tolv beboere slås sammen med et større kloster. Den praktiske del af opgaven blev tildelt Cromwell. Da kardinalen blev styrtet i 1529, forsøgte Cromwell forgæves at hjælpe ham, og kom i den anledning i kontakt med kong Henrik 8., der siden 1527 havde søgt at få opløst sit ægteskab med dronning Katharina af Aragonien for at gifte sig med hendes hofdame Anne Boleyn. 1529 var for Cromwell et forfærdeligt år; ikke blot mistede han sin gamle velgører Wolsey, men også sin kone Elizabeth. 12. juli 1529 satte han som enkemand sit testamente op. Senere samme år mistede han også begge sine døtre Anne og Grace. Han sendte sin søn Gregory til opfostring hos andre, hvor drengen voksede op i mere hjemlige omgivelser, end han selv med sin hektiske arbejdsdag i kongens tjeneste kunne tilbyde. Han giftede sig aldrig igen, men det kan være omkring 1529 at han blev far til sit barn udenfor ægteskab, Jane. I 1539 opholdt Jane sig i huset hos sin halvbror Gregory, som da var en gift mand med sit eget hjem; Cromwell sendte en rundelig sum til udstyr for "mistress Jane". Hun blev gift med William Hough, søn af Cromwells tjener Richard; ægteparret Hough hørte senere - overraskende nok - til blandt Oxfordshires mest traditionstro katolikker.
I starten af 1531 blev Cromwell indtaget som kongens rådgiver på en helt påfaldende fordækt vis. Ved Anne Boleyns kroning to år senere blev en række mænd slået til riddere, men Cromwell var ikke blandt dem - hvad der virker som en overlagt forbigåelse, idet han var udpeget som den, der indkrævede bøderne fra dem, der afslog udnævnelsen. Heller ikke var Cromwell ude af stand til at stå til kronens rådighed som ridder, da hans arbejdsopgaver i kongehusets tjeneste allerede var langt mere omfattende end noget, man forventede af en ridder. På den tid foreslog Cromwell et ægteskab mellem sin søstersøn Richard Cromwell og sin gamle ven William Courtenays svigerdatter. Courtenay så meget gerne en forbindelse mellem den unge enke og Cromwells familie; men pigen var også en nær slægtning af Anne Boleyn, der forbød giftermålet.
I 1533 blev loven mod homoseksualitet vedtaget, hvilket flyttede denne type sager fra kirkeretten til verdslige domstole. Loven var ikke specielt rettet mod mænd, og omfattede også sodomi med dyr. Men retsforfølgelse af mænd for homoseksuel adfærd var langt det almindeligste. Loven åbnede for dødsstraf. Ironisk nok var den eneste, der blev dømt efter den i Tudortiden, den Walter Hungerford, der blev halshugget sammen med Cromwell selv i 1540. Forræderiloven blev revideret i 1534, hvorefter al uvilje mod og sladder om kong Henriks ægteskab med Anne Boleyn blev regnet som højforræderi.
Ved suprematsakten i 1534 blev Cromwell udnævnt til kongens vicegerent ("generalvikar") i alle kirkelige sager. Han vågede som sådan nøje over, at præsterne overholdt de af kongen påbudte artikler, mens han fortsatte processen med klosteropløsninger. Henrik 8.s slægtning og bitre modstander Reginald Pole beskrev i sin Apologia i 1539 Cromwell som "Satans udsendte" og den ansvarlige for kong Henriks misgerninger. I en samtale i 1528/29 om, hvordan man bedst skulle råde en fyrste, havde Cromwell anbefalet Pole en bog, som Pole senere mente, måtte være Machiavellis Fyrsten. Men Fyrsten blev først trykt i 1532, og Cromwell fik den anbefalet af sin ven lord Morley i 1539. Og selv om Fyrsten beskriver, hvordan en fyrste bør udpege og behandle sin rådgiver, siger den ikke noget om rådgiverens rolle, som var emne for Cromwell og Poles samtale i 1528/29. Det gør derimod Baldassare Castigliones bog il Cortegiano (= Hofmanden), som kan være bogen, Cromwell omtalte. Den var udgivet i 1528/29, og er Fyrstens modstykke og antitese. 
Efter henrettelsen af Anne Boleyn i maj 1536 blev Cromwell Lord Privy Seal ("gehejmeseglbevarer") og var i den følgende tid sjælen i kongens politik. Hans plan var ved Parlamentets hjælp at gennemføre kongens enevælde i kirke og stat. Kejser Karls ambassadør Eustace Chapuys hævdede, at Cromwell 24. maj 1536 skulle have fortalt ham, at han havde sat sig for at conspirer le dict affaire (= udpønse den omtalte sag, dvs. Anne Boleyns fald). Med det kan Cromwell simpelthen have ment, at han prøvede at arrangere retssagen, så alt skulle gå mest mulig rigtigt for sig.
Kong Henrik brød med Rom for at få gennemført annulleringen af sit første ægteskab, men holdt fast ved den katolske lære, der kun skulle reformeres, ikke afskaffes. Cromwell sympatiserede derimod med lollarderne. Ligesom ærkebiskop af Canterbury Thomas Cranmer ønskede Cromwell at få Bibelen oversat til engelsk; det satte kong Henrik sig helt imod. Udgaven de foretrak, var en oversættelse foretaget af William Tyndale, men med navnet Miles Coverdale på omslaget. Cranmer godkendte denne 4. august 1538, og bad Cromwell om at sørge for kongens godkendelse. Den fulgte 30. september samme år, hvorved ethvert sogn var pligtigt at anskaffe og udstille et eksemplar af Coverdales bibel, så enhver kunne læse i den. "Gejstligheden fik udtrykkelig forbud mod at forhindre nogen adgang til skriften, men skulle opmuntre enhver, der var i stand til det, til at studere dem." Ærkebiskop Cranmer jublede og skrev til Cromwell, at "ved siden af Guds belønning, skal du evigt huskes for det samme i landet."
På trods af sine religiøse reformer var Cromwell en god ven og støtte for dronning Katharinas datter, den strengt katolske prinsesse Maria. Han fik ikke overtalt kong Henrik til at lade pigen besøge sin mor på dødslejet; men han fik sikret hende et rimeligt underhold. Til sidst gik der rygter om, at de to kom til at gifte sig. Cromwell var allerede over de 50; Maria kun 21, og intet tyder på, at han var andet end en afholdt faderfigur, der beskyttede hende mod hendes biologiske far - kongens - vrede. Men da lady Beauchamp bar sin førstefødte til dåben, var dronning Jane, hendes steddatter prinsesse Maria og Thomas Cromwell gudforældre; og da Cromwells søn Gregory selv blev far, sendte prinsesse Maria en gave til dåbsbarnet og til jordemoren.

## Cromwells fald
Kong Henrik havde skilt sig fra dronning Katharina, henrettet Anne Boleyn og mistet sin tredje kone Jane Seymour i barselseng. Hans fjerde brud blev den tyske Anna af Kleve.
Cromwell blev få måneder inden sit fald udnævnt til jarl af Essex og var kortvarigt Lord Great Chamberlain (= rigshofmester) inden Thomas Howard, hertug af Norfolk, og Anne Boleyns farbror, anklagede ham for højforræderi.
Årsagen til Cromwells fald var, at han opfordrede kongen til at gifte sig igen efter dronning Janes død. Ægteskabet med Anna af Kleve var en politisk alliance fremforhandlet af Cromwell. Anna var katolik, men hendes søster var gift med kurfyrsten af Sachsen, og hendes bror hævdede at have krav på hertugdømmet Geldern, som kejser Karl 5. ikke ville anerkende. Et forbund mellem England, Geldern, Kleve og det schmalkaldiske forbund var vigtigt for at få sat sig i respekt hos kejseren. Uheldigvis havde kong Henrik ikke set Anna inden brylluppet, og fattede umiddelbart modvilje mod hende. Kun hans frygt for kong François af Frankrig og kejser Karl afholdt ham fra at bryde med sine nye allierede og straks sende bruden tilbage. Men i løbet af foråret 1540 forværredes forholdet mellem den franske konge og den tyske kejser, og kong Henrik stod dermed frit, da han ikke mere behøvede ægteskabet med Anna at støtte sig til.
Cromwell fik skylden for fiaskoen og ansvar for at få ægteskabet annulleret. Kardinal Wolseys fald skyldtes, at han havde fejlet i at få kong Henrik ud af ægteskabet med dronning Katharina. Da det nu rygtedes, at kongen også ville ud af ægteskabet med Anna af Kleve, og Cromwell måske ikke kunne få det opløst lige straks, så hans fjender en chance. Cromwell blev arresteret 10. juni 1540, og hans udmærkelser flået af ham. 29. juni 1540 blev der udfærdiget en bill of attainder mod ham, dvs. at parlamentet kunne dømme ham udenom retsvæsenet. Han stod anklaget for korruption, kætteri og højforræderi. Han fik dog lov til at leve, til han havde fået annulleret kongens ægteskab med Anna af Kleve.

## Henrettelsen
På skafottet holdt Cromwell en kort tale, at han var kommet for at dø og ikke for at retfærdiggøre sig. Af hensyn til sin familie måtte han først og fremmest tilbagevise anklagen om kætteri. Før henrettelsen sagde han derfor: "Jeg tror på de love, der er fastlagt af den katolske kirke." Det kunne enhver moderat protestant ærligt sige, og hensigten var at skabe afstand til gendøberne, der stod bag Münster-oprøret. Cromwell afsluttede med en bøn for kongen og hans søn, og ret ironisk, "for kongens noble råd". Hans ven Thomas Wyatt stillede sig demonstrativt helt fremme ved skafottet; Cromwell vendte ham om og sagde: "Milde Wyatt, bed for mig."
Ved samme anledning blev også Walter Hungerford halshugget. Hungerford var den første, der blev henrettet efter loven mod homoseksualitet, og også den eneste, der blev henrettet for det i Tudortiden. Den lov var i øvrigt udfærdiget af Cromwell. Hungerford var dog også anklaget for højforræderi og hekseri, idet han sammen med to andre skulle have praktiseret magi for at forudsige, hvor længe Henrik 8. kom til at leve. Hungerford udviste ingen værdighed, da han besteg skafottet, mens Cromwell viste stor selvkontrol. Ifølge én kilde mistede han hovedet efter ét hug med bødlens økse; ifølge den upålidelige spanske krønike måtte der flere hug til. Samme dag giftede kong Henrik sig med sin femte kone, Catherine Howard. Det holdt han alligevel hemmelig for befolkningen frem til 8. august. Hungerfords og Cromwells hoveder blev sat på stage på London Bridge.

## Eftermæle
En tid havde kong Henrik ikke omtalt den afdøde Cromwell som andet end the shearman (= fåreklipperen) med tanke på hans baggrund som tekstilhandler. Men allerede i november 1540 genudnævnte han Cromwells søstersøn Richard til sheriff, og nogle måneder senere bebejdede han gehejmerådet for Cromwells død: "Under påskud af helt trivielle fejltrin, Cromwell var skyld i, havde de rettet falske anklager mod ham, der fik ham [kongen] til at dømme til døden den mest trofaste tjener, han nogensinde havde haft."
Cromwells ven Thomas Wyatt skrev digtet The Pillar perish'd - "Søjlen forsvandt" - til minde om Cromwell:
The pillar perish’d is whereto I leant,
the strongest stay of my unquiet mind.
Den søjle forsvandt, som jeg støtted' mig til,
det stærkeste hold på mit urolige sind.
Wyatt var her inspireret af Petrarca, der havde skrevet en sonet til minde om sin døde ven Giovanni Colonna (colonna = søjle).